# Bokiny
Bokiny – wieś w Polsce położona w województwie podlaskim, w powiecie białostockim, w gminie Łapy.
Wieś położona jest na północno-zachodnim brzegu Narwi.
W miejscowości znajduje się kościół z 1965 r., który jest siedzibą parafii Najświętszego Serca Jezusowego. W strukturze Kościoła rzymskokatolickiego parafia należy do metropolii białostockiej, diecezji łomżyńskiej, dekanatu Łapy.
Przez wieś biegnie ścieżka dydaktyczna Wędrując brzegiem Narwi oraz szlaki turystyczne.

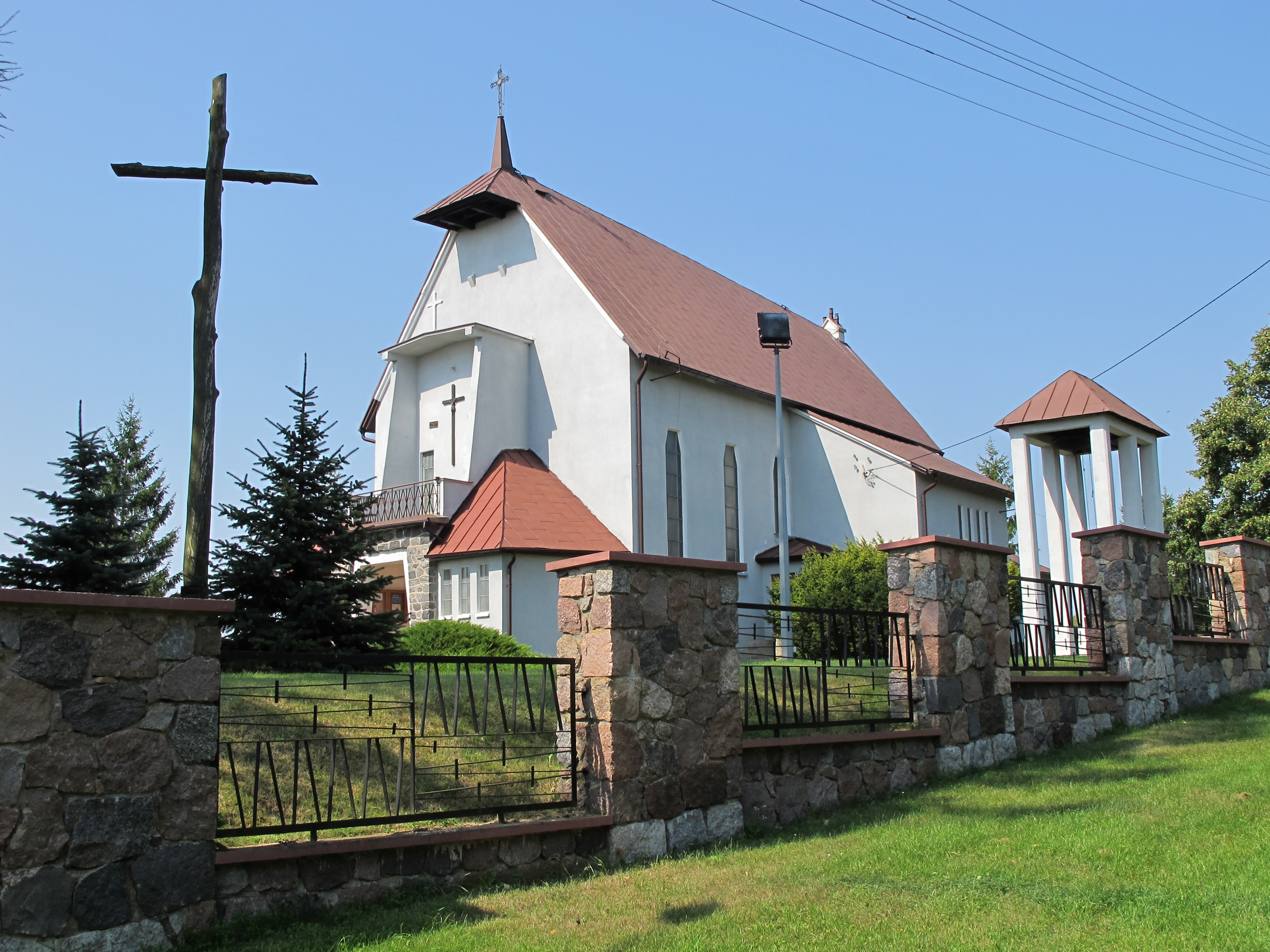

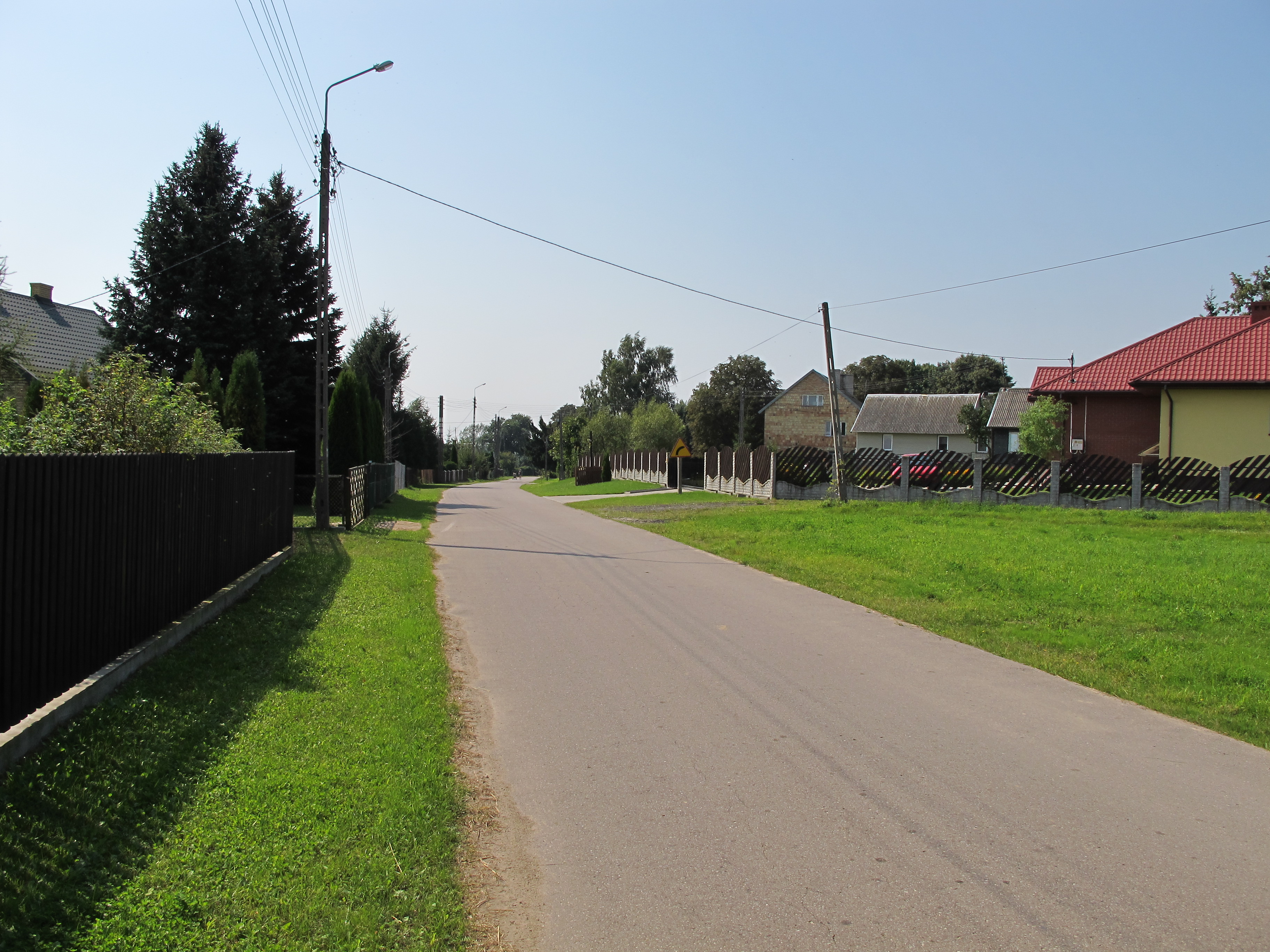

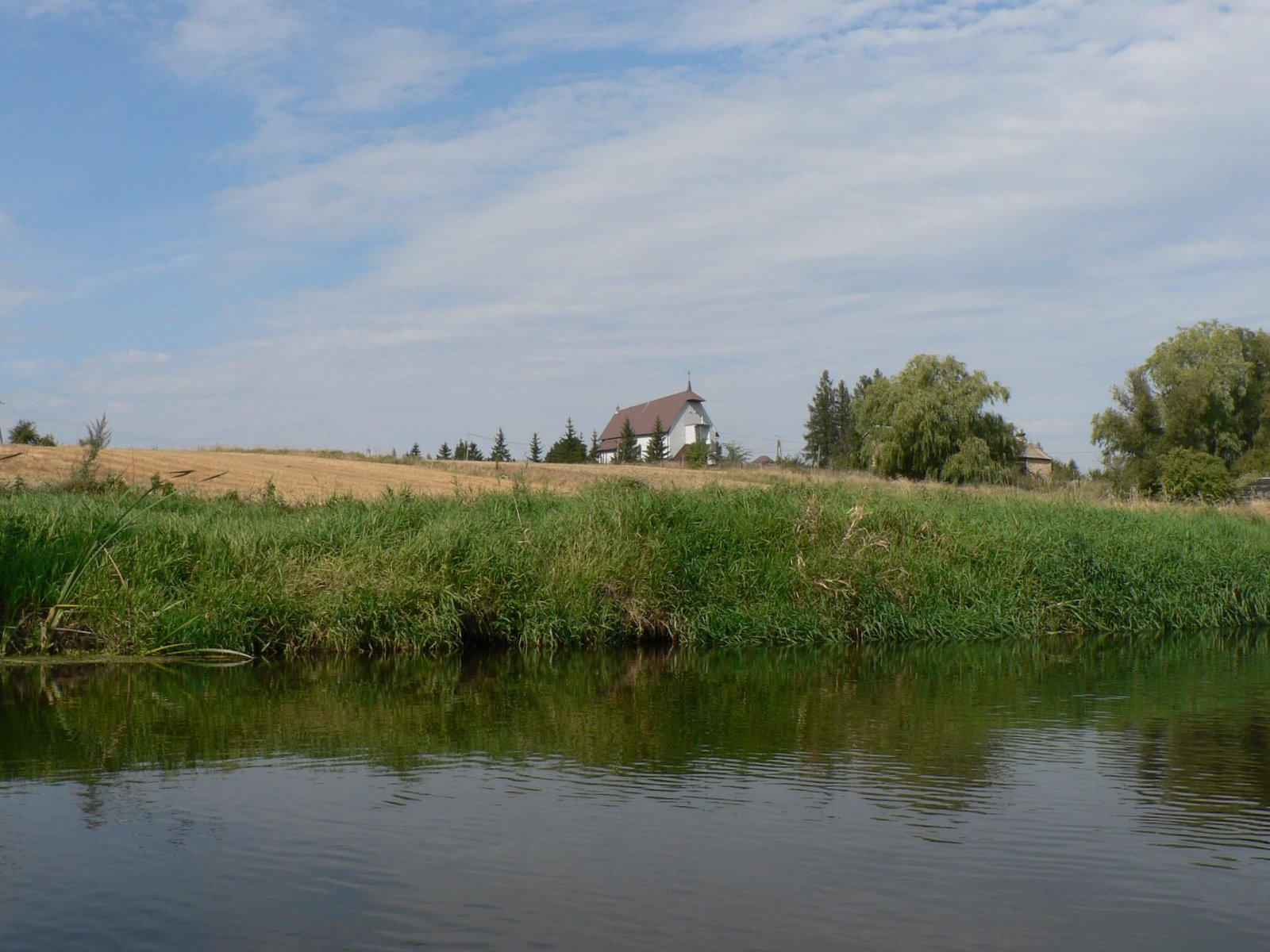
Narew w Bokinach

## Położenie
Bokiny położone są w południowo-zachodniej części województwa podlaskiego, w gminie Łapy. 
Wieś leży 7 km na północny wschód od Łap. Sąsiaduje z sołectwami: Wólka Waniewska, Łupianka Stara, Baciuty, Bojary, Topilec. Ogólna powierzchnia sołectwa wynosi 9 765 617 m² (977 ha).
Miejscowość leży w Narwiańskim Parku Narodowym, nad rzeką Narew.

## Część wsi
| SIMC    | Nazwa          | Rodzaj    |
| ------- | -------------- | --------- |
| 0033577 | Dwór           | część wsi |
| 0033583 | Kątek          | część wsi |
| 0033590 | Pod Karczykami | część wsi |

## Historia
Bokiny są osadą prehistoryczną, znaną z wykopalisk. Pierwsza wzmianka o miejscowości pochodzi z 1574 r.
4 sierpnia 1944 oddziały Wehrmachtu spacyfikowały wieś. Niemcy rozstrzelali 25 osób. Pozostali mieszkańcy zostali zabrani do budowy umocnień polowych.
W latach 1975–1998 miejscowość administracyjnie należała do województwa białostockiego.

## Oświata
We wsi funkcjonowała szkoła podstawowa, do której uczęszczały dzieci z Bokin i Wólki Waniewskiej. Ze względu na zbyt małą liczbę uczniów szkoła została zamknięta w 2014 roku. Obecnie szkoła podstawowa znajduje się w Łupiance Starej.

## Kultura
W świetlicy wiejskiej prowadzone są plenery malarskie oraz zajęcia plastyczne. Świetlica współpracuje z Polskim Stowarzyszeniem Pedagogów i Animatorów KLANZA - oddział Białostocki.
Świetlica jest organizatorem corocznej imprezy plenerowej Dzień Suma. Największymi atrakcjami festynu są zawody wędkarskie, wędkowanie na sucho i występy zespołów śpiewaczych.

## Infrastruktura techniczna
Miejscowość posiada sieć wodociągową z własnym ujęciem wody ze studni głębinowej. Zaopatrzenie w wodę odbywa się również za pomocą indywidualnych studni głębinowych.
Wieś nie posiada sieci kanalizacyjnej. Pojedyncze gospodarstwa posiadają własne oczyszczalnie ścieków lub szamba.

## Komunikacja
Przez teren sołectwa prowadzą drogi powiatowa i gminna. We wsi nie ma przystanków autobusowych. Najbliższy oddalony jest o 1 km., przy drodze wojewódzkiej nr 678.
Najbliższa stacja kolejowa oddalona jest ok. 6 km. w miejscowości Baciuty.

## Gospodarka
Indywidualne gospodarstwa w większości nastawione są na uprawę zbóż.
Pozostałe zajmują się hodowlą trzody chlewnej, bydła mlecznego i opasowego oraz gęsi.
Kilku rolników specjalizuje się w uprawie ogórka gruntowego.